# Ray of Light (Madonna-album)
A Ray of Light Madonna hetedik stúdióalbuma, amelyet 1998. február 22-én adott ki a Maverick. A RIAA négy millió eladott példánnyal négyszeres platinának minősítette az albumot 2000. március 16-án. Az albumból világszerte eddig több, mint 14 millió példányt adtak el.  Az album négy Grammy-díjat kapott 1999-ben, többek között a Legjobb popalbum valamint a Legjobb dance album kategóriákban. Szerepel az 1001 lemez, amit hallanod kell, mielőtt meghalsz című könyvben.

## Számlista
| Ray of Light Normál kiadás | Ray of Light Normál kiadás          | Ray of Light Normál kiadás                                               | Ray of Light Normál kiadás                | Ray of Light Normál kiadás | Ray of Light Normál kiadás | Ray of Light Normál kiadás | Ray of Light Normál kiadás | Ray of Light Normál kiadás | Ray of Light Normál kiadás |
| #                          | Cím                                 | Szerző(k)                                                                | Producer(ek)                              | Hossz                      |                            |                            |                            |                            |                            |
| -------------------------- | ----------------------------------- | ------------------------------------------------------------------------ | ----------------------------------------- | -------------------------- | -------------------------- | -------------------------- | -------------------------- | -------------------------- | -------------------------- |
| 1.                         | "Drowned World/Substitute for Love" | Madonna · William Orbit · Rod McKuen · Anita Kerr · David Collins        | Madonna · William Orbit                   | 5:09                       |                            |                            |                            |                            |                            |
| 2.                         | "Swim"                              | Madonna · William Orbit                                                  | Madonna · William Orbit                   | 5:00                       |                            |                            |                            |                            |                            |
| 3.                         | "Ray of Light"                      | Madonna · William Orbit · Clive Muldoon · Dave Curtiss · Christine Leach | Madonna · William Orbit                   | 5:21                       |                            |                            |                            |                            |                            |
| 4.                         | "Candy Perfume Girl"                | Madonna · William Orbit · Susannah Melvoin                               | Madonna · William Orbit                   | 4:34                       |                            |                            |                            |                            |                            |
| 5.                         | "Skin"                              | Madonna · Patrick Leonard                                                | Madonna · William Orbit · Marius de Vries | 6:22                       |                            |                            |                            |                            |                            |
| 6.                         | "Nothing Really Matters"            | Madonna · Patrick Leonard                                                | Madonna · William Orbit · Marius de Vries | 4:27                       |                            |                            |                            |                            |                            |
| 7.                         | "Sky Fits Heaven"                   | Madonna · Patrick Leonard                                                | Madonna · William Orbit · Patrick Leonard | 4:48                       |                            |                            |                            |                            |                            |
| 8.                         | "Shanti/Ashtangi"                   | Madonna · William Orbit                                                  | Madonna · William Orbit                   | 4:29                       |                            |                            |                            |                            |                            |
| 9.                         | "Frozen"                            | Madonna · Patrick Leonard                                                | Madonna · William Orbit · Patrick Leonard | 6:12                       |                            |                            |                            |                            |                            |
| 10.                        | "The Power of Good-Bye"             | Madonna · Rick Nowels                                                    | Madonna · William Orbit · Patrick Leonard | 4:10                       |                            |                            |                            |                            |                            |
| 11.                        | "To Have and Not to Hold"           | Madonna · Rick Nowels                                                    | Madonna · William Orbit · Patrick Leonard | 5:23                       |                            |                            |                            |                            |                            |
| 12.                        | "Little Star"                       | Madonna · Rick Nowels                                                    | Madonna · Marius de Vries                 | 5:18                       |                            |                            |                            |                            |                            |
| 13.                        | "Mer Girl"                          | Madonna · William Orbit                                                  | Madonna · William Orbit                   | 5:32                       |                            |                            |                            |                            |                            |
| 66:52                      |                                     |                                                                          |                                           |                            |                            |                            |                            |                            |                            |

| Ray of Light Japán kiadás (bónusz szám) | Ray of Light Japán kiadás (bónusz szám) | Ray of Light Japán kiadás (bónusz szám)   | Ray of Light Japán kiadás (bónusz szám) | Ray of Light Japán kiadás (bónusz szám) | Ray of Light Japán kiadás (bónusz szám) | Ray of Light Japán kiadás (bónusz szám) | Ray of Light Japán kiadás (bónusz szám) | Ray of Light Japán kiadás (bónusz szám) | Ray of Light Japán kiadás (bónusz szám) |
| #                                       | Cím                                     | Szerző(k)                                 | Producer(ek)                            | Hossz                                   |                                         |                                         |                                         |                                         |                                         |
| --------------------------------------- | --------------------------------------- | ----------------------------------------- | --------------------------------------- | --------------------------------------- | --------------------------------------- | --------------------------------------- | --------------------------------------- | --------------------------------------- | --------------------------------------- |
| 14.                                     | "Has to Be"                             | Madonna · William Orbit · Patrick Leonard | Madonna · William Orbit                 | 5:15                                    |                                         |                                         |                                         |                                         |                                         |
| 72:07                                   |                                         |                                           |                                         |                                         |                                         |                                         |                                         |                                         |                                         |

## Kislemezek
| #  | Kislemez                          | Megjelenés           |
| -- | --------------------------------- | -------------------- |
| 1. | Frozen                            | 1998. január 23.     |
| 2. | Ray of Light                      | 1998. április 27.    |
| 3. | Drowned World/Substitute for Love | 1998. augusztus 24.  |
| 4. | The Power of Good-Bye             | 1998. szeptember 22. |
| 5. | Little Star                       | 1998. november 23.   |
| 6. | Nothing Really Matters            | 1999. február 9.     |

## Toplistás helyezések, minősítések
| Lista                          | Csúcspozíció | Minősítések | Eladás        |
| ------------------------------ | ------------ | ----------- | ------------- |
| Australian ARIA Albums Chart   | 1            | 3× platina  | 210 000       |
| Austrian Albums Chart          | 2            | 2× platina  | 100 000       |
| Brazilian Albums Chart         | n/a          | platina     | 250 000       |
| Canadian Albums Chart          | 1            | 7× platina  | 700 000       |
| Danish Albums Chart            | n/a          | 5× platina  | 200 000       |
| Dutch Albums Chart             | 1            | 3× platina  | 270 000       |
| European Top 100 Albums        | n/a          | 7× platina  | 7 millió      |
| Finnish Albums Chart           | 1            | platina     | 50 604        |
| French Albums Chart            | 2            | 3× platina  | 952,500       |
| German Albums Chart            | 1            | 3× platina  | 1.5 millió    |
| New Zealand RIANZ Albums Chart | 1            | platina     | 15 000        |
| New Zealand RIANZ Albums Chart | 29 1         | Arany       | 7 500         |
| Norwegian Albums Chart         | 1            | 2× platina  | 80 000        |
| Polish Albums Chart            | n/a          | 2× platina  | 80 000        |
| Russian Albums Chart           | n/a          | 7× platina  | 140 000       |
| Swedish Albums Chart           | 2            | 3× platina  | 240 000       |
| Swiss Albums Chart             | 1            | 2× platina  | 100,000       |
| UK Albums Chart                | 1            | 6× platina  | 1,8 millió    |
| U.S. Billboard 200             | 2            | 4× platina  | 4,25 millió 2 |

Notes:
- 1 CD Box Set: "Ray of Light" & "The Immaculate Collection."
- 2 2006-ig az albumból összesen 3.8 millió darabot adtak el az USA-ban a Nielsen SoundScan szerint,[27] és további 0.45 milliót a BMG Music Club-nál.[28]

## Különböző kiadások
Mindegyiket a Maverick és a Warner Bros. Records adta ki.
| Release format          | Ország                     | Katalógusszám | Megjelenés        |
| ----------------------- | -------------------------- | ------------- | ----------------- |
| Rendes album            | Nagy-Britannia/Németország | 9362 26847-2  | 1998. március 2.  |
| Limitált kiadású album  | Nagy-Britannia/Németország | 9 46884-2     | 1998. március     |
| Dupla-hanglemezes album | Nagy-Britannia/Németország | 9362 46847-1  | 1998. március 2.  |
| Kazetta album           | Nagy-Britannia/Németország | 9362 46847-4  | 1998. március 2.  |
| Mini-disc album         | Nagy-Britannia/Németország | 9362 46847-8  | 1998. március 2.  |
| Rendes album            | North America              | 9 46847-2     | 1998. március 3.  |
| Limitált kiadású album  | North America              | 9 46884-2     | 1998. március     |
| Japán album             | Japán                      | WPCR-2000     | 1998. február 22. |
| Japán dupla album1      | Japán                      | WPCR-10556/7  | 1998. február 22. |
| Japán hanglemez         | Japán                      | WPJR-2003/4   | 1998. február     |

1 A rendes album egy "Words & Music" c. bónusz lemezzel, ami interjúkat tartalmaz.

## Közreműködők
| - ének – Madonna - háttérvokál – Donna DeLory, Niki Haris - gitár – Marc Moreau - billentyűs hangszerek – Marius De Vries - dobok – Fergus Gerrand - dobprogramozás – Steve Sidelnyk - ütőhangszerek – Fergus Gerrand - fuvola – Pablo Cook - szintetizátor – William Orbit - húros hangszerelés – Craig Armstrong, Patrick Leonard | - vezényel – Suzie Katayama - programozás – Mike Bradford, Marius De Vries - hangmérnök – Mark Endert, Jon Ingoldsby, Patrick McCarthy, Dave Reitzas, Matt Silva - mastering – Ted Jensen - fényképezés – Mario Testino - művészi vezető – Kevin Reagan - dizájn – Kerosene Halo, Kevin Reagan |